# HŽ serija 2062
HŽ serija 2062 (izvorna numeracija JŽ 664, tvornička oznaka EMD G26C, nadimci Ličanka, Turnerica) je dizelsko-električna lokomotiva Hrvatskih željeznica. 
Lokomotive je 1973. godine izgradila američka tvrtka General Motors Electro-Motive Divison za potrebe tadašnjih Jugoslavenskih željeznica.
Sve lokomotive serije HŽ 2062 u posjedu su HŽ Carga te se koriste isključivo za vuču teretnih vlakova.

## Povijest

### Jugoslavenske željeznice
Nakon što su lokomotive serije JŽ 661 nabavljene između 1960. i 1966. godine u svakodnevnoj eksploataciji ispunile sva očekivanja, ŽTP Zagreb donio je odluku o nastavku nabave dizelsko-električnih lokomotiva američkog proizvođača Electro-Motive Division of General Motors Corporation. Uvjet je bio da lokomotive imaju veću snagu te manji osovinski pritisak od serije JŽ 661, kako bi bile pogodne za tešku teretnu vuču na slabije učvršćenim, sporednim željezničkim prugama.
Između 1969. i 1985. u pogonima Electro-Motive Diesel (La Grange, Illinois, SAD) proizvedeno je ukupno 219 dizelsko-električnih lokomotiva serije EMD G26C. Od toga su 64 lokomotive isporučene Jugoslavenskim željeznicama. Prvih 58 jedinica, čija je proizvodnja dovršena u kolovozu 1973. godine, u posjedu je ŽTP-a Zagreb, dok je ŽTP-u Beograd u travnju 1980. isporučeno šest lokomotiva.
Osim u Jugoslaviju, lokomotive serije EMD G26 također su isporučivane u Brazil, Egipat, Hong Kong, Izrael, Južnu Koreju, Maroko, Tunis te Tursku.
Prve lokomotive serije JŽ 664 u posjedu ŽTP-a Zagreb u promet su puštene u kolovozu 1973. godine. Lokomotive su izvorno bile namijenjene za vuču teretnih vlakova na željezničkim prugama s malim osovinskim opterećenjem. Od 1985. se u radionici TŽV Gredelj na lokomotive ugrađuje alternator za električno grijanje vlaka te se od tada koriste i za vuču putničkih vlakova.

### Hrvatske željeznice
Hrvatske željeznice naslijedile su od bivšeg ŽTP-a Zagreb ukupno 58 lokomotiva serije JŽ 664, kojima je dodijeljena brojčana oznaka HŽ 2062. Od toga su tri lokomotive zaostale u Srbiji te nikad nisu vozile u službi Hrvatskih željeznica, iako su im službeno dodijeljene nove brojčane oznake. Lokomotiva 2062 045 (izvorno 664-001) bila je predviđena za vuču oklopnog vlaka izgrađenog 1992. godine u splitskom brodogradilištu za potrebe Zbora narodne garde. Nakon Domovinskog rata nije vraćena u redovni promet, već je zajedno s ostatkom kompozicije oklopnog vlaka dodijeljena Hrvatskom željezničkom muzeju u Zagrebu.

#### Modernizacija u podseriju 2062.1
Godine 2001. dvadeset lokomotiva serije HŽ 2062 upućeno je u radionicu TŽV Gredelj na modernizaciju i rekonstrukciju. Osim TŽV-a Gredelj, u projekt modernizacije bile su uključene britanska tvrtka Turner Rail Services Ltd. te američki proizvođač lokomotiva General Motors Electro-Motive Division.
U sklopu modernizacije izveden je niz zahvata kojim su poboljšane eksploatacijske značajke lokomotiva te njihova sigurnost u radu. Ugrađeni su dodatni električni ventilatori za hlađenje glavnog dizelskog motora, koji se pokreću pomoću trofaznih alternatora snage 85 kW. Nadalje, lokomotive su opremljene uređajem za grijanje ulja i tekućine za hlađenje dizelskog motora te dodatnim uređajem za punjenje baterija iz vanjskog izvora napona, čime je povećana njihova pouzdanost i raspoloživost u zimskim uvjetima rada. Od sigurnosne opreme, ugrađeni su električni brzinomjer, regulator opterećenja te elektronička protuklizna zaštita.
Upravljačnica je rekonstruirana i produljena te opremljena električnim grijanjem i rashladnim uređajem. Ugrađeni su novi upravljački stolovi poboljšane preglednosti i ergonomije, dok su upravljačka mjesta opremljena novim udobnim sjedalima. Pogonski sklop, sastavljen od dizelskog motora, kompresora te glavnog i pomoćnog generatora ostao je nepromijenjen, tako da su modernizirane lokomotive zadržale jednaku snagu i vučne značajke kao standardne lokomotive serije HŽ 2062. Zbog ugradbe dopunske opreme, modernizirane lokomotive su masivnije od izvorne podserije te njihova ukupna masa iznosi 104,5 t.
Od lipnja 2002. do svibnja 2003. godine TŽV Gredelj isporučio je Hrvatskim željeznicama dvadeset moderniziranih lokomotiva podserije 2062.1. Lokomotive su u vozni park uvrštene pod brojčanim oznakama 2062 101-120 te je svih 20 jedinica dodijeljeno jedinici za vuču vlakova Split.

#### U službi HŽ Vuče vlakova i prijelaz u posjed HŽ Carga
Nakon uspješno provedene modernizacije u podseriju 2062.1, uslijedit će smanjenje flote lokomotiva serije HŽ 2062 koje su preostale u izvornom izdanju. Između 2004. i 2011. otpisano je četrnaest lokomotiva podserije 2062.0. Od toga su četiri lokomotive prodane Argentini te su u radionici TŽV Gredelj modernizirane u izvedbu G26CWN. Prve dvije lokomotive su nakon odrađenog popravka i rekonstrukcije isporučene u ožujku 2008., dok preostale dvije jedinice slijede u prosincu 2011. godine.
U posjedu HŽ Vuče vlakova preostalo je ukupno 40 lokomotiva serije 2062, koje su do kraja 2012. godine korištene za vuču putničkih i teretnih vlakova. Nakon ukinuća društva HŽ Vuča vlakova d.o.o. lokomotive dolaze u posjed HŽ Carga te se od tada koriste isključivo za vuču teretnih vlakova. Radi osiguranja ravnomjerne raspodjele vučnih sredstava, dio lokomotiva podserije 2062.0 premješten je iz regionalne jedinice Split u posjed regionalnih jedinica Zagreb, Varaždin te Vinkovci, gdje u teretnoj vuči zamjenjuju lokomotive serije HŽ 2044, koje su dodijeljene HŽ Putničkom prijevozu.
Svih dvadeset lokomotiva podserije 2062.1 ostalo je i dalje u posjedu regionalne jedinice Split te su korištene za vuču teretnih vlakova na području Dalmacije. Godine 2017. s TŽV-om Gredelj ugovoren je popravak i modernizacija šest neaktivnih lokomotiva podserije 2062.1, čija se isporuka očekuje do kraja 2018. godine.

## Tehničke značajke
Lokomotive ove serije imaju šest osovina, pojedinačni osovinski pogon i osovinski raspored Co’Co’. Opremljene su dvotaktnim dizelskim motorom sa šesnaest cilindara izvedbe V tipa 16-645 E3 s prednabijanjem (Rootovo puhalo), koji ostvaruje snagu od 1640 kW. Prijenos snage je električni i sastoji se od glavnog generatora za istosmjernu struju snage 1677 kW, pomoćnog generatora te šest istosmjernih elektrovučnih motora snage 534 kW, od kojih su po tri smještena u svakom okretnom postolju. Lokomotive podserije 2062.1 dodatno su opremljene trofaznim alternatorom snage 85 kW koji pokreće dva novougrađena električna ventilatora za zračno hlađenje glavnog generatora.
U lokomotive je ugrađen alternator za električno grijanje vlaka snage 375 kW, proizveden u tvornici "Uljanik" u Puli, koji se primjenjuje i kod dizelsko-električnih lokomotiva serija HŽ 2043 i HŽ 2063. Zahvaljujući ugrađenom alternatoru, koji osigurava napajanje istosmjernim naponom od 1500 V za do osam četveroosovinskih putničkih vagona, lokomotive se također mogu rabiti za vuču putničkih i brzih vlakova.
Lokomotive serije HŽ 2062 građene su za najveću voznu brzinu od 124 km/h. Opremljene su zračnom i ručnom kočnicom. Okretna postolja su istovjetna onima na lokomotivama serija HŽ 2044 i HŽ 2061.
Sanduk lokomotive sastoji se od dužeg dijela oplate unutar kojeg je smješten motorni prostor, upravljačnice te kraćeg, niskog dijela oplate, koji je tvornički određen kao prednji kraj lokomotive. Upravljački stol omogućava vožnju s obiju strana lokomotive na način da strojovođa može mijenjati svoje upravljačko mjesto ovisno o smjeru kretanja vlaka.

## Vanjski izgled lokomotiva
Lokomotive serije 2062 tijekom više od četiri desetljeća službe doživjele su brojne promjene vanjskog izgleda. Kao i sve serije dizelskih lokomotiva u posjedu tadašnjih Jugoslavenskih željeznica, izvorno su bile obojane u tamnozelenu boju s trodjelnom zlatnom ukrasnom trakom po sredini sanduka, koja se na čelu lokomotive spaja u prepoznatljivi oblik tzv. brkova. Na bočnim stranama sanduka ukrasne trake bile su prekinute latiničnim natpisom „Jugoslavenske željeznice“ u zlatnoj boji, kojim su obilježavane sve dizelske lokomotive u posjedu ŽTP Zagreb.
Nakon osnutka Hrvatskih željeznica određena su nova službena bojanja pojedinih serija vučnih vozila. Kod dizelskih lokomotiva, sanduk i krov obojani su u tamnoplavu boju, dok su okvir, postolja i odbojnici crni. Izmijenjen je i dizajn ukrasnih traka, koje su srebrne i svjetloplave boje. Novo rješenje stupa na snagu 1994. te će u godinama koje slijede biti primijenjeno na sve serije dizelskih lokomotiva u posjedu Hrvatskih željeznica. Potkraj 1990-ih godina veći je dio lokomotiva prometovao još u starom bojanju s novim HŽ-ovim brojčanim oznakama, da bi s vremenom novo rješenje postupno bilo primijenjeno na većinu lokomotiva serije HŽ 2062. Na lokomotivi 2062 028 primijenjeno je jedinstveno pokusno bojanje, gdje su sanduk i krov obojani u srebrnu boju, dok su ukrasne trake bile plave boje.
Za modernizirane lokomotive podserije 2062.1 predviđeno je novo rješenje, koje se uvelike oslanjalo na standardno službeno bojanje dizelskih lokomotiva Hrvatskih željeznica. Zadržana je osnovna tamnoplava boja sanduka, dok su ukrasne trake u novom rješenju zlatne boje. Također dolazi i do neznatnih izmjena na lokomotivskom sanduku u odnosu na izvornu podseriju. Uklonjena je zaštitna ograda na dužem kraju lokomotive, dok kraći, niski dio oplate uz upravljačnicu dobiva ravni završetak, po uzoru na lokomotive serije HŽ 2044.
Godine 2011. tadašnja HŽ Vuča vlakova uvodi novo službeno bojanje dizelskih lokomotiva. Osnovu je i dalje činila plava boja, uz vraćanje trodjelnih ukrasnih traka poznatih još iz razdoblja Jugoslavenskih željeznica, koje su u novom rješenju srebrne boje. Novo rješenje primijenjuje se na lokomotivama podserije 2062.0, a zadržao ih je i HŽ Cargo u čiji posjed lokomotive prelaze krajem 2012. godine.
Na lokomotivama podserije 2062.1 u početku se i dalje primijenjivalo izvorno bojanje iz 2002. godine. Stupanjem na snagu novog, sveobuhvatnog vizualnog identiteta HŽ Carga 2017. godine, uvedena su nova službena bojanja lokomotiva, koja se zasnivaju na motivu hrvatske trobojnice. Krov i gornji dio sanduka lokomotive obojani su u crvenu boju, donji dio sanduka plave je boje, dok su okvir, postolja i odbojnici crni. Sredinom sanduka prolazi dvodjelna ukrasna traka bijele boje, koja se, kao i u prijašnjim rješenjima, na čelu lokomotive spaja u prepoznatljivi oblik tzv. brkova. Do kraja 2018. godine, novo bojanje HŽ Carga bit će primijenjeno na šest lokomotiva podserije 2062.1 za koje je ugovoren popravak i modernizacija.

## Stanje i razmještaj
Trenutno se u inventarskom parku HŽ Carga nalazi 20 lokomotiva podserije 2062.0 te 20 lokomotiva podserije 2062.1. Od ukupno 40 lokomotiva serije 2062, osamnaest je u voznom stanju, dok su preostale 22 neaktivne te čekaju na odluku o popravku ili prodaji.
Dizelsko-električne lokomotive podserije 2062.0 koriste se za vuču teretnih vlakova na području cijele Hrvatske, dok se lokomotive podserije 2062.1 pretežito koriste na željezničkim prugama Ogulin – Knin – Split te Perković – Šibenik.

## Galerija
- Lokomotiva serije 2062
- Dvije lokomotive u sprezi vuku teretni vlak (kolodvor Lovinac)
- Lokomotiva serije 2062 (bojanje JŽ-a)